# Запис јасен (Ломница)
Запис јасен (Ломница) се налази на парцели чији је власник Месна заједница Ломница.

## Локација
| Општина             | Рековац                                                          |
| Катастарска општина | Ломница                                                          |
| Потес               | Село                                                             |
| Координате          | 43° 52′ 21″ С; 21° 06′ 02″ И / 43.872599999999998° С; 21.1006° И |
| Надморска висина    | 246m                                                             |

## Карактеристике
Дендрометријске вредности утврђене на терену и сателитским снимцима:
| Стабло                     | Јасен |
| Висина стабла              | m     |
| Обим дебла                 | m     |
| Пречник крошње             | 14m   |
| Пречник дебла              | m     |
| Висина дебла до прве гране | m     |

## База записа
Запис је у оквиру Викимедија пројекта "Запис - Свето дрво" заведен под редним бројем 0728.